# هيجان (مقاطعة ديواندرة)
هيجان (بالفارسية: هیجان) هي مستوطنة تقع في كردستان في إيران. يقدر عدد سكانها بـ 172 نسمة .